# 蕾切尔·斯托扬诺夫
蕾切尔·斯托扬诺夫（2003年3月14日—），保加利亚艺术体操运动员，2022年世界艺术体操锦标赛集体全能和3人带操+2人球操金牌得主、2023年世界艺术体操锦标赛团体金牌得主。